# Ciampino
Ciampino – miasto i gmina we Włoszech, w regionie Lacjum, w prowincji Rzym.
Według danych na rok 2004 gminę zamieszkiwały 35 913 osoby, 3 264,8 os./km².
W mieście znajduje się lotnisko Ciampino.